# 許茹芸
許茹芸（ヴァレン・スー、ヴァレン・シュー、Valen Hsu、シュー・ルーユン、1974年9月20日 - ）は、台湾台北市出身の歌手。
1995年にデビューし、2007年より個人事務所 ValenVoiceプロダクション（茹聲工作室）を起ちあげて自らのプロデュースで音楽制作を行っている。また、女優と文筆家の一面も持っている。
2013年に韓国人の一般男性と結婚。

## プロフィール
- 本名：許宏琇（スー・ホーシュー）
- 出身：台湾
- 血液型：A型
- 愛称：琇琇（シューシュー）

## ディスコグラフィー
- 1995年06月 - 討好
- 1996年03月 - 淚海
- 1996年09月 - 如果雲知道
- 1997年06月 - 日光機場
- 1997年09月 - 茹此精彩十三首（新曲入りベストアルバム 香港版）
- 1997年11月 - 茹此精彩十三首（新曲入りベストアルバム 台湾版）
- 1998年06月 - 我依然愛你
- 1998年12月 - 你是最ㄞˋ(你是最愛)
- 1999年08月 - 真愛無敵
- 1999年09月 - 鋼琴記事簿（ピアノ演奏アルバム）
- 1999年11月 - 我就是這麼快樂（広東語）
- 2000年05月 - 流金十載－許茹芸全記錄（ベストアルバム）
- 2000年05月 - 難得好天氣
- 2000年12月 - 花咲
- 2001年06月 - 單身日記－1995－2001光華真紀錄（新曲入りベストアルバム）
- 2001年09月 - 只說給你聽
- 2002年11月 - 芸開了
- 2003年06月 - 許茹芸的愛情電影主題曲－雲且留住
- 2003年12月 - 我愛夜（2CDベストアルバム）
- 2005年02月 - 國語真經典精選輯（ベストアルバム）
- 2007年02月 - 永遠的朋友典藏系列（ベストアルバム）
- 2007年04月 - 好聽 （シングルAVCD）
- 2007年12月 - 北緯六十六度
- 2008年07月 - 愛・旅行・1公里
- 2009年08月 - 淚海、如果雲知道、日光機場（3CDベストアルバム）
- 2011年05月 - 好歌茹芸-許茹芸3CD精選（3CDベストアルバム）
- 2011年11月 - 許茹芸的微醺音樂 你聽見了(我)嗎？
- 2014年10月 - 奇蹟
- 2018年09月 - 綻放的綻放的綻放

※台湾では、過去に所属したレーベルから、その所属当時の楽曲で構成されたベスト・アルバムが出されることがよくある。

## 出演作品

### 舞台劇
- 我愛宋詞之好風如水（2003年）
- 戀人絮語（2005年）
- 幾米（ジミー・リャオ） / 向左走向右走（2010年）
- 鐵路像記憶一樣長（2011年）

### テレビドラマ
- 部屋においでよ（2002年 / 台湾 / 原題：來我家吧〜Come to My place〜 / 原作：原秀則『部屋においでよ』） - 水沢文（小文） 役

### 映画
- 父子（2004年 / 香港）[3]
- 馬蘭花（2009年 / 中国 / アニメの声優として）[4]

## 著書
- 此時快樂的代價（2002年 / 詩集）
- 五感美人（2006年 / 心身ケアの実用書）
- 小心輕放（2008年 / 詩集）
- 我想要和你做朋友（2009年 / チャリティー児童書）
- 對照（2010年 / フォトエッセイ集）

## 参考ウェブページ
- Valen Voice 公式サイト＞about valen（繁体字中国語）